# Plesiomma unicolor
Plesiomma unicolor är en tvåvingeart som beskrevs av Friedrich Hermann Loew 1866. Plesiomma unicolor ingår i släktet Plesiomma och familjen rovflugor. Inga underarter finns listade i Catalogue of Life.